# Robots (jeu vidéo)
Pour l’article homonyme, voir Robots.
Robots est un jeu vidéo de plates-formes développé par Eurocom et édité par Sierra Entertainment, sorti en 2005 sur Windows, GameCube, PlayStation 2, Xbox, Game Boy Advance et Nintendo DS.
Il s'agit de l'adaptation du long-métrage d'animation du même nom.

## Accueil
- Jeuxvideo.com : 9/20 (PC)[1] - 8/20 (GC)[2] - 8/20 (PS2)[3] - 6/20 (GBA)[4]